# Paya Kumer
Paya Kumer is een bestuurslaag in het regentschap Gayo Lues van de provincie Atjeh, Indonesië. Paya Kumer telt 343 inwoners (volkstelling 2010).